# Nicholas Spykman
Nicholas John Spykman (ur. 1893 w Amsterdamie, zm. 1943 w New Haven) – amerykański politolog i geopolityk pochodzenia holenderskiego. W swych badaniach kładł nacisk na wpływ geografii na politykę międzynarodową.
Studiował na Uniwersytecie Technicznym w Delfcie, Uniwersytecie Kairskim oraz Uniwersytecie Kalifornijskim w Berkeley. W 1928 został profesorem stosunków międzynarodowych na Uniwersytecie Yale. Większość życia spędził w Stanach Zjednoczonych, gdzie zajmował się pracą naukową, polityką i analizowaniem wydarzeń politycznych Europy środkowo-wschodniej. W 1928 otrzymał amerykańskie obywatelstwo. Zmarł na raka w wieku 49 lat.

## Teoria Heartlandu
Nicholas Spykman był uważany za czołowego krytyka teorii geopolitycznej Heartlandu Halforda Johna Mackindera. Uważał, że przestała być aktualna, bo przeciwstawienie potęgi morskiej potędze lądowej nie jest adekwatne do zapewnienia równowagi sił. Wskazując słabe strony teorii Heartlandu, zwracał uwagę na przecenianie potencjału tego terenu. Zdaniem Spykmana obszary Heartlandu były słabo rozwinięte, cierpiały z powodu odizolowania (np. góry Ural), ograniczonego dostępu surowców i słabego transportu wewnętrznego, jak i ograniczonych możliwości transportu zewnętrznego. Swoją krytykę teorii Heartlandu Spykman zawarł w dwóch książkach: America’s Strategy In Word Politics, wydanej w 1942, oraz w The Geography of the Peace, wydanej w 1944.

## Teoria Rimlandu
Spykman w swojej teorii starał się udowodnić, że to nie  Heartland, a Rimland, jest sercem kontynentu. W jego ujęciu Rimland to pas półwyspowy, który otacza Eurazję. Według Spykmana to właśnie ten obszar ma największe znaczenie geostrategiczne i jest największym źródłem konfliktów godzących w bezpieczeństwo światowe. Utrzymanie międzynarodowego pokoju miało być możliwe dzięki utrzymaniu amerykańskiej kontroli nad tym regionem. Kontrola Waszyngtonu miała być zapewniona dzięki utrzymaniu baz wojskowych w Europie i na Dalekim Wschodzie, a także dzięki utrzymaniu dobrych stosunków ze Związkiem Radzieckim. Sojusz Stanów Zjednoczonych Ameryki i Związku Radzieckiego miał pewne wytyczone granice: Moskwa nie mogła rozciągać swojej hegemonii nad Rimland. Gdyby zaistniała sytuacja, w której Moskwa opanowałaby Rimland, przewaga byłaby zbyt poważna i Stany Zjednoczone byłyby zmuszone do sprzymierzenia się z Europą Zachodnią i Dalekim Wschodem.
Teoria Spykmana streszczana jest w zdaniach: W rzeczywistości nigdy nie występowało zwykłe przeciwieństwo między mocarstwem lądowym a mocarstwem morskim. Historycznie zawsze widzieliśmy pewne kraje Rimlandu u boku Wielkiej Brytanii, przeciwko innym krajom Rimlandu, które znalazły się po stronie Rosji, a także Wielką Brytanię i Rosję razem przeciwko mocarstwu, które chciało dominować na jakimś odcinku Rimlandu (...) Kto kontroluje obrzeża ten rządzi Eurazją, kto rządzi Eurazją kontroluje losy świata.
Teza Spykmana o przewadze Rimlandu w zasadzie się nie przyjęła – panuje przekonanie o równoważności Rimlandu i Heartlandu. Rozważaniom Spykmana przypisuje się duży wpływ na amerykańską politykę międzynarodową w kontekście jego sugestii na temat interwencjonizmu na obszarze Rimlandu. Trzeba jednak przyznać, ze Spykman rozwinął poprzednie teorie geopolityczne, dodając Rimland do dwóch głównych czynników: Heartlandu i Oceanu.

## Prace Spykmana
Książki:
- The Geography of the Peace, New York, Harcourt, Brace and Company (1944)
- America’s Strategy in World Politics: The United States and the Balance of Power, New York, Harcourt, Brace and Company (1942)
- The Social Theory of Georg Simmel, Chicago, The University of Chicago Press (1925)

Artykuły:
- Frontiers, Security, and International Organization, „Geographical Review” 1942, nr 3
- Geography and Foreign Policy, „The American Political Science Review” 1938, nr 1, 2
- współaut. z Abbie A. Rollins, Geographic Objectives in Foreign Policy, „The American Political Science Review” 1939, nr 3, 4
- Methods of Approach to the Study of International Relations, [w:] Proceedings of the Fifth Conference of Teachers of International Law and Related Subjects, Washington 1933
- States’ Rights and the League, „The Yale Review” 1934, nr 2